# زید الرفاعی
زید الرفاعی (عربی: زيد الرفاعي؛ زادهٔ ۲۷ نوامبر ۱۹۳۶ – درگذشتهٔ ۱۲ اوت ۲۰۲۴) سیاستمدار اهل اردن بود. او به عنوان نخست‌وزیر اردن خدمت کرد و چهار دولت مختلف را تشکیل داد که آخرین آن طولانی‌ترین حکومت ماندگار اردن در تاریخ پادشاهی بود و مدت ۴ سال و ۲۰ روز از (۴ آوریل ۱۹۸۵ تا ۲۴ آوریل ۱۹۸۹) ادامه داشت.
زید الرفاعی در ۱۲ اوت ۲۰۲۴، در سن ۸۷ سالگی درگذشت.